# Parlement van Rwanda

Wapen van Rwanda

Het Parlement van Rwanda (Frans: Parlement du Rwanda; Kinyarwanda: Inteko Ishinga Amategeko y’u Rwanda; Swahili: Bunge la Rwanda) bestaat uit twee Kamers:
- de Kamer van Afgevaardigden (Chambre des députés/ Umutwe w'Abadepite/ Baraza la Wawakilishi) - lagerhuis, 80 leden;
- de Senaat (Sénat/ Sena/ Seneti) - hogerhuis, 26 leden.

## Externe links

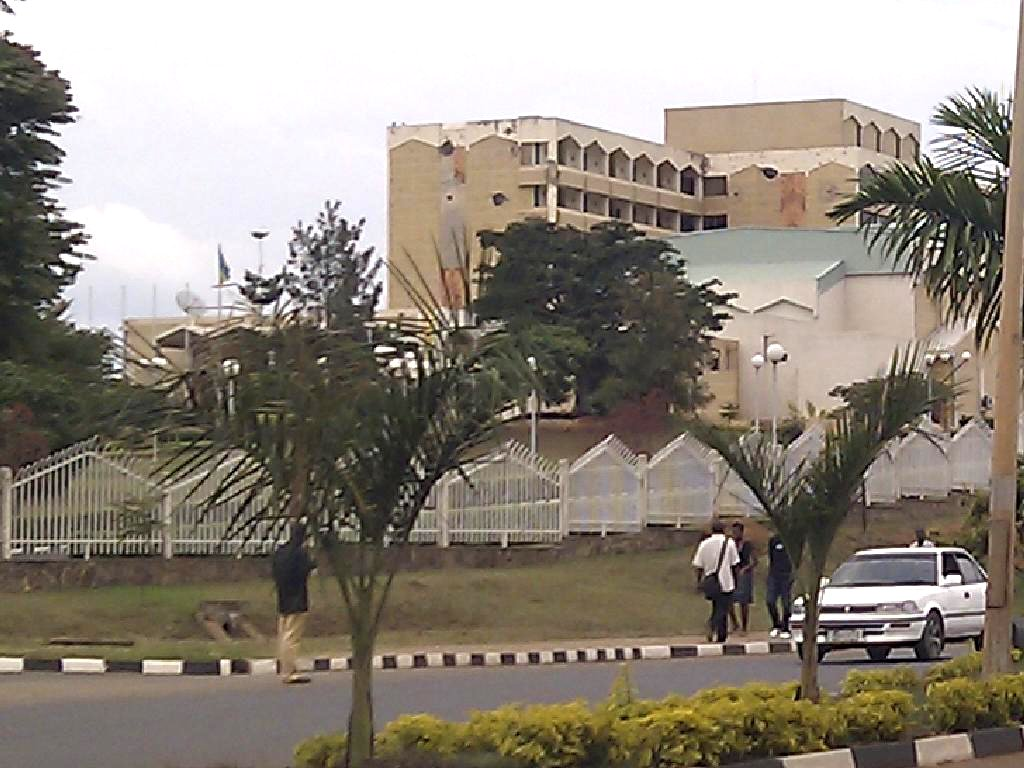
Gebouw waarin het Parlement van Rwanda is gevestigd in Kigali, de hoofdstad van Rwanda